# 교육전문지 와글와글뉴스
교육전문지 와글와글뉴스는 2020년 5월 26일, 창간된 교육 분야 전문 언론기관(言論機關)이다. 카테고리(섹션)는 교육정책, 교육시론, 와글와글 교육공동체, 특별기획 등으로 분류된다. “교육에는 정치적 이념이 절대 있을 수 없다”는 신념으로 교육공동체의 다양한 목소리를 다룬다는 방침으로 알려졌다.